# چاپ سویی اند کو
چاپ سویی اند کو (انگلیسی: Chop Suey & Co.) یک فیلم کمدی صامت کوتاه به کارگردانی هال روچ است که در سال ۱۹۱۹ منتشر شد.

## بازیگران
- هارولد لوید
- اسناب پالرد
- ببه دنیلز
- سمی بروکس
- لایج کانلی
- والاس هاو
- باد جیمیسون
- دی لمپتون
- ماری موسکینی
- فرد سی. نیومیر
- نوآ یانگ
- جیمز پروت